# Linum quadrifolium
Linum quadrifolium är en linväxtart som beskrevs av Carl von Linné. Linum quadrifolium ingår i släktet linsläktet, och familjen linväxter. Inga underarter finns listade i Catalogue of Life.